# Voyage dans le passé
Voyage dans le passé (Safar filmadi) est un court-métrage marocain réalisé par Ahmed Boulane et sorti en 1997.
Il est considéré comme le premier film marocain traitant de la problématique du handicap physique au Maroc[réf. nécessaire].

## Synopsis
Après avoir étudié en France, Ghali rentre au Maroc où son handicap physique s'avère être un obstacle pour trouver un emploi. Il se décide à écrire ses mémoires.

## Distinctions
Il a reçu plusieurs prix, dont celui du Vatican (Premio di Conferenza Episcolpale Italiana)[réf. nécessaire].